# Agamédé
Pour les articles homonymes, voir Agamède.

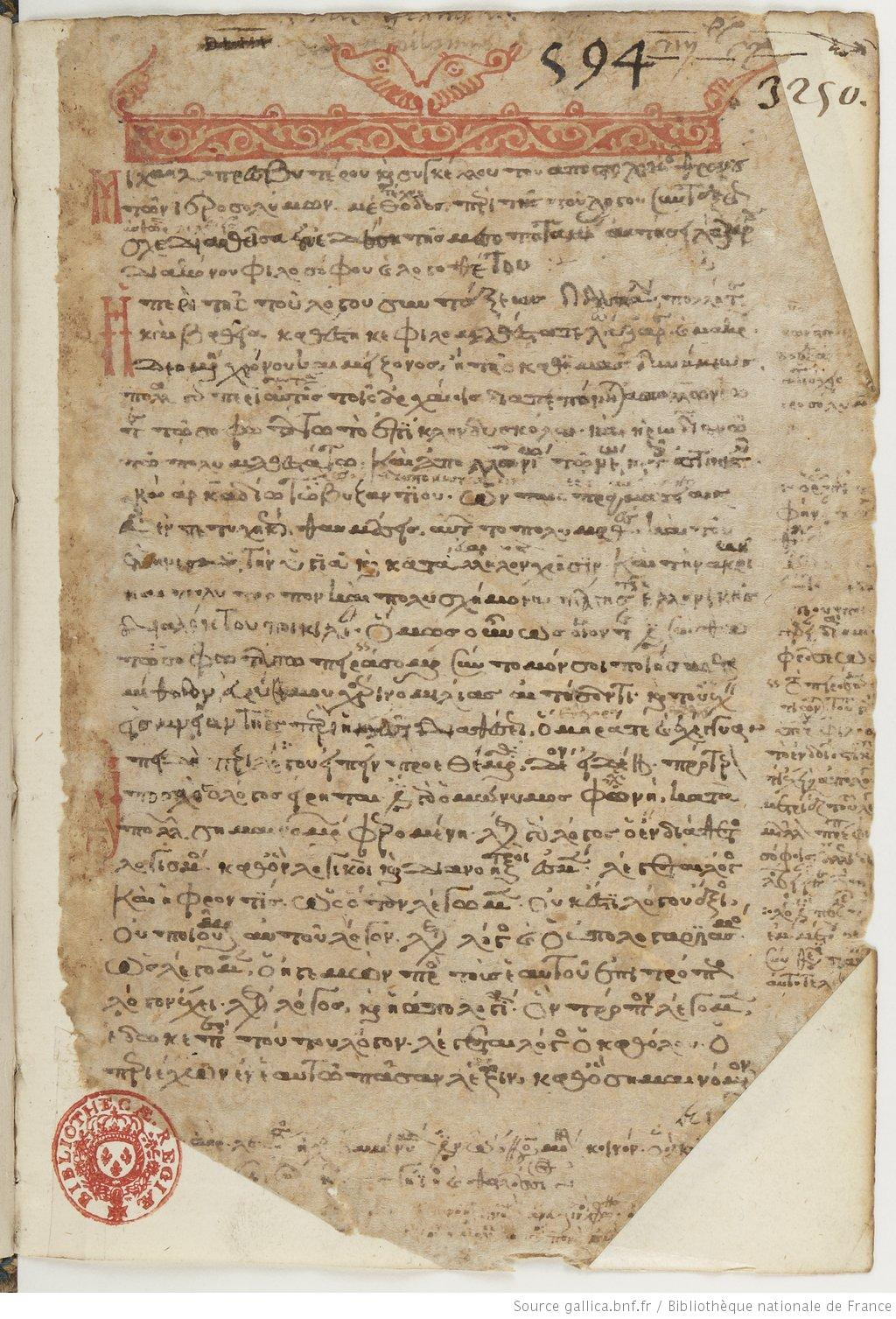
Titre : Commentaire manuscrit sur l'Iliade d'Homère par Michel le Syncelle,

Dans la mythologie grecque, Agamédé ou Agamède (en grec ancien Ἀγαμήδη / Agamếdê) est une des filles d'Augias.
Homère mentionne la « blonde Agamédé, qui connaissait toutes les plantes médicinales qui poussent sur la vaste terre ». Elle est chez lui l'épouse de Moulios, tué par Nestor. Selon Hygin cependant, Agamédé conçoit un fils, Dictys, d'une liaison avec Poséidon.
Simaitha, la magicienne de Théocrite, dans la deuxième idylle, demande l'aide d'une certaine Périmède : « Salut, effrayante Hèkata ! soutiens-moi jusqu’au bout, et fais que mes poisons égalent en violence ceux de Kirka, ceux de Mèdéia et ceux de la blonde Périmèda! » Il s'agit peut-être de la même femme, le préfixe ayant changé mais l'étymologie et les attributs restant identiques.